# Kroksjö, Dalsland
Kroksjö är en sjö i Dals-Eds kommun och Munkedals kommun i Dalsland och ingår i Örekilsälvens huvudavrinningsområde. Sjön är 14 meter djup, har en yta på 0,229 kvadratkilometer och är belägen 161,6 meter över havet.

## Delavrinningsområde
Kroksjö ingår i det delavrinningsområde (651270-126553) som SMHI kallar för Ovan Hajumsälven. Medelhöjden är 128 meter över havet och ytan är 71,31 kvadratkilometer. Räknas de 26 avrinningsområdena uppströms in blir den ackumulerade arean 405,8 kvadratkilometer. Avrinningsområdets utflöde Örekilsälven mynnar i havet. Avrinningsområdet består mestadels av skog (56 procent), öppen mark (19 procent) och jordbruk (22 procent). Avrinningsområdet har 1,25 kvadratkilometer vattenytor vilket ger det en sjöprocent på 1,7 procent.